# 海金剛ホテル
座標: 北緯38度43分33秒 東経128度12分20秒 / 北緯38.7258767度 東経128.2054575度
海金剛ホテルは、オーストラリア・クイーンズランド州で営業を開始し、のちにベトナムに移動し、現在は北朝鮮の日本海側に位置する金剛山で係留されている海上浮遊式ホテルである。オーストラリア放送協会によれば、オーストラリアではカルト的な人気を博していた。

## 歴史
このホテルはオーストラリア人のダグ・タルカとその息子のピーターの発案によるものであった。シンガポールの造船所において推定4500万ドルで建造され、1988年にジョン・ブリュワー海上ホテルとして開業した。当初の営業場所は、クイーンランド州タウンズビル沖のグレートバリアリーフ内にあるジョン・ブリュワー堡礁であった。建物は7階建てで、200室以上の部屋と、ナイトクラブ、レストラン、ヘリパッド、テニスコートなどを有した。しかし、ホテルまでの移動には2時間の高速船か、速いが高額のヘリコプターを使うしかなかった。また、いずれの方法でも荒天時には使用できないため、宿泊客がホテルに閉じ込められることになった。運営費用の高騰もあり、ホテルの経営は営業開始後すぐに経済的に困難な状況になった。
その後、1989年にベトナムのホーチミンに移動しホーチミン海上ホテルとして開業するまでの一年間、4シーズン堡礁リゾートとして営業した。サイゴンではサイゴン川の陳興道像の近くに、1997年まで係留されていた。一般には「ザ・フローター」と呼ばれ、夜の名所として親しまれたが、再び経営危機に直面した。

### 北朝鮮による購入
ホーチミンでの営業を終了したのちホテルは北朝鮮によって購入され、1998年に韓国と北朝鮮の国境近くに開設された金剛山観光地区に運ばれた。しかし、この地域への観光客受け入れは、2008年の北朝鮮兵士による韓国人女性の射殺事件により中断された。その後の運営状況は不明であるが、党幹部向けに営業されていたと見られる。2018年に入って、北朝鮮の金正恩最高指導者と韓国の文在寅大統領はこの地域への観光客受け入れを再開することで合意した 。
2019年10月に金正恩がこの地域を視察し、現地の施設について「これらは建築としてはそれほど堕落したものではないが、適切に管理されていないためあまりにもみすぼらしい。ここにある建造物はなんの民族性も帯びない、ただの寄せ合わせだ。」と批判したと伝えられる。彼はさらに、「不快な外観の建造物は除去され、北朝鮮の感性と美的嗜好に合致するように立て直されなければならない。」と述べた。 2020年1月、北朝鮮政府はこの地域の再開発は新型コロナウイルスのパンデミックのため延期されたと発表した。しかし北朝鮮は2022年春完全に解体を強行